# Joseph C. Brun
Joseph C. Brun (* 21. April 1907 als Joseph Braun in Paris; † 13. November 1998 in Boca Raton, Florida, USA) war ein französisch-US-amerikanischer Kameramann.

## Leben und Wirken
Der gebürtige Pariser Joseph Braun hatte seine Fotostudien am Institute d’Optique mit einem Diplom abgeschlossen und arbeitete zunächst als Lehrer. Zwischen 1933 und 1935 unterrichtete er an der École Technique du Cinéma. Währenddessen sammelte er als Kameraassistent praktische Erfahrungen bei den Paramount-Studios in Joinville und erlernte die praktische Seite der Arbeit als Kameramann unter erfahrenen Kollegen wie Harry Stradling Sr., John Alton und Phil Tannura. In dieser Zeit war er an mehreren Filmen, darunter „Mensch unter Menschen“ (Les Misérables, 1933) und „L’escadrille de la chance“ (1937), beteiligt. 
Innerhalb von wenigen Jahren stieg Brun zum Chefkameramann auf. An der Seite des Kollegen Enzo Riccioni drehte er 1938 seine ersten beiden abendfüllenden Spielfilme als Chefkameramann, spezialisierte sich aber zunächst auf (dokumentarische) Kurzfilme. Nebenbei drehte er mit „Baléars“ eine eigene Dokumentation. Zu Beginn des Zweiten Weltkriegs gelang dem Juden Braun die Flucht nach Kanada. 1944 begann er im Auftrag der Canadian Army Film Unit am National Film Board in Ottawa Kameraleute auszubilden. Nach dem Krieg ließ sich Brun in New York nieder. 1947 wurde er amerikanischer Staatsbürger, zwei Jahre darauf schloss er sich der Standesorganisation der US-Kameraleute, der ASC, an. 
Lange Zeit musste sich Brun mit kleineren Aufgaben begnügen. Meist drehte er einzelne Szenen, dokumentarische Einlagen oder vollständige Dokumentarfilme. Bei Howard Hawks’ Afrika-Abenteuerfilm Hatari! zeichnete Brun für die meisten Vor-Ort- und Tierfang-Aufnahmen verantwortlich, im Jahr darauf (1962) hatte er mit Flipper erneut ein Tier, diesmal einen Delphin, als Star vor der Linse. Seit 1951 fotografierte Joseph Brun auch alleinverantwortlich reguläre Hollywood-Kinospielfilme. Sein persönlicher Stil, der Blick des Dokumentaristen, zeigt sich am wirkungsvollsten bei seinen Schwarzweiß-Arbeiten. Vor allem die beiden sozialkritischen Rassen- bzw. Arbeiter- und Kriminaldramen Ein Mann besiegt die Angst und Wenig Chancen für Morgen verdanken einen großen Teil ihrer Wirkung Bruns unprätentiöser Fotografie. 
Zwischen 1952 und 1955 war er vor allem in europäischen (deutschen und französischen) Ateliers zuhaus. In dieser Zeit fotografierte er 1952 in deutsch-amerikanischer Koproduktion einen Martin Luther-Film, für den er 1954 eine Oscarnominierung erhalten sollte. Ebenfalls in Deutschland entstand 1954 die Ost-West-Komödie Vom Himmel gefallen mit Joseph Cotten und zahlreichen deutschen Darstellern. In seiner kinofilmfreien Zeit hatte Brun auch Fernsehwerbung fotografiert. Im Laufe der 70er Jahre zog er sich ins Privatleben, nach Florida, zurück.
Bruns Schwiegersohn war der zweimal für einen Oscar nominierte, ebenfalls als Kameramann tätige Michael Chapman.

## Filmografie
- 1938: Visages de femme
- 1938: L’avion de minuit
- 1949: Kongo – Flammende Wildnis (Savage Splendor) (Dokumentarfilm)
- 1951: The Whistle at Eaton Falls
- 1952: Walk East on Beacon
- 1952: Martin Luther (Martin Luther)
- 1953: Der braune Bomber (The Joe Louis Story)
- 1955: Vom Himmel gefallen (Special Delivery)
- 1955: Impasse des vertus
- 1955: Nachts auf dem Montmartre (Les nuits de Montmartre)
- 1955: Pariser Luft (Cette sacrée gamine)
- 1957: Ein Mann besiegt die Angst (Edge of the City)
- 1957: Windjammer (Windjammer) (Dokumentarfilm)
- 1958: Sumpf unter den Füßen (Wind Across the Everglades)
- 1958: Mitten in der Nacht (Middle of the Night)
- 1959: Wenig Chancen für morgen (Odds Against Tomorrow)
- 1959: Thunder in Carolina
- 1960: Mädchen auf Abruf (Girl of the Night)
- 1961: Hatari! (Hatari!) (nur Dokumentar- und zusätzl. Szenen)
- 1962: Flipper
- 1965: The Fat Spy
- 1965: Who Killed Teddy Bear?
- 1969: Sklaven (Slaves)
- 1969: The Blast / Explosion
- 1970: 300 Year Weekend
- 1972: Trauma – Verfolgungsjagd um Mitternacht (Una secretaria para matar)